# Jean-Louis Conan
Pour les articles homonymes, voir Conan.
Jean-Louis Conan (né le 30 mars 1960) est un coureur cycliste français, actif des années 1970 à 1990.

## Biographie
Ancien membre du VS Scaër, Jean-Louis Conan fut l'un des meilleurs cyclistes bretons chez les amateurs dans les années 1980. Son palmarès compte 178, ou 180 victoires,, principalement acquises en Bretagne. Il a notamment remporté le championnat de France du contre-la-montre par équipes, le championnat de Bretagne, l'Essor breton et une étape du Ruban granitier breton en 1986, le Tour du Roussillon, le Tour du Poitou-Charentes et le Tour de Loire-Atlantique en 1987, Redon-Redon en 1988 ou encore Manche-Océan en 1994. Durant sa carrière, il a été sélectionné en équipe de France amateurs.  
Après son retrait en 1995, il devient directeur sportif au VC Pontivyen puis au VS Scaërois, son club formateur. En 2007, il reprend temporairement la compétition à 47 ans, toujours sous les couleurs du Vélo Sport Scaërois. Son fils Herman est lui aussi coureur cycliste.

## Palmarès
| - 1982 - Ronde Finistérienne - 1983 - 4e étape de l'Essor Breton - 3e étape de la Route de France - 2e de Paris-Fécamp - 2e du Grand Prix de Névez - 1984 - 3e étape de l'Essor Breton (contre-la-montre) - 2e du championnat de France du contre-la-montre par équipes - 1985 - 4e étape de l'Essor Breton - Paris-Fécamp - 1986 - Essor Breton : - Classement général - 3e étape - Flèche Finistérienne - 3e étape du Ruban granitier breton - Tour du Haut-Languedoc - 3e de la Flèche de Locminé - 1987 - Champion de France du contre-la-montre par équipes - Champion de Bretagne sur route - Tour du Roussillon - 2e étape du Tour d'Émeraude (contre-la-montre) - Tour de Loire-Atlantique - Tour du Poitou-Charentes : - Classement général - 2e et 3e (contre-la-montre) étapes - Paris-Fécamp - 2e de Manche-Atlantique - 3e des Trois Jours des Mauges | - 1988 - Redon-Redon - 2e de Manche-Océan - 2e des Trois Jours de Rennes - 1989 - Tour de la Côte picarde - Une épreuve de la Mi-août bretonne - Grand Prix de Névez - 2e de la Flèche Finistérienne - 2e du Tour d'Ille-et-Vilaine - 1990 - 4e étape du Circuit des plages vendéennes - 4e étape du Tour d'Émeraude (contre-la-montre) - 2e de la Flèche de Locminé - 2e du Tour d'Émeraude - 3e de l'Essor Breton - 1991 - 2e et 3e étapes de l'Essor Breton - Tour d'Émeraude : - Classement général - 4e étape (contre-la-montre) - 2e du Grand Prix Gilbert-Bousquet - 2e du Tour du Finistère - 1992 - 3e étape de l'Essor Breton (contre-la-montre par équipes) - Triomphe Breton - 2e de l'Essor Breton - 2e du Tro Bro Leon - 3e du Grand Prix Gilbert-Bousquet - 3e du Tour du Finistère - 1994 - Manche-Océan - 2e du Grand Prix de Névez |  |